# غونتر كلاس
غونتر كلاس (بالألمانية: Günter Klass) هو متسابق دراجات نارية ألماني، ولد في 25 يناير 1936 في شتوتغارت في ألمانيا، وتوفي في 22 يوليو 1967.